# Arthroleptella bicolor
Arthroleptella bicolor är en groddjursart som beskrevs av Hewitt 1926. Arthroleptella bicolor ingår i släktet Arthroleptella och familjen Pyxicephalidae. IUCN kategoriserar arten globalt som livskraftig. Inga underarter finns listade i Catalogue of Life.